# Soahkemohkkejavri (östra)
Soahkemohkkejavri och Soahkemohkkejavri (västra), eller Soakkimokkijävrik är sjöar i Finland. De ligger i kommunen Utsjoki i landskapet Lappland, i den norra delen av landet, 1 000 km norr om huvudstaden Helsingfors. Soahkemohkkejavri ligger 220 meter över havet. Omgivningarna runt Soahkemohkkejavri är i huvudsak ett öppet busklandskap. Arean är 50,8 hektar och strandlinjen är 5,02 kilometer lång. Sjön  ingår i Pasvik älvs huvudavrinningsområde. 